# ブリティッシュ・エアウェイズ2069便ハイジャック未遂事件
ブリティッシュ・エアウェイズ2069便ハイジャック未遂事件（ブリティッシュ・エアウェイズ2069びんハイジャックみすいじけん、英語: British Airways Flight 2069）は、2000年12月29日に、ロンドン・ガトウィック空港とジョモ・ケニヤッタ国際空港の間を飛行中だったブリティッシュ・エアウェイズのボーイング747-400型機が乗客の男にハイジャックされ、急降下した航空事故である。

## 事件当日のBA2069便
- 使用機材：ボーイング747-436
  - 機体記号：G-BNLM
- 運航会社：ブリティッシュ・エアウェイズ（British Airways, 英国航空）
- コールサイン：Speedbird 2069（スピードバード 2069）
- フライトプラン：イギリス・ロンドン・ガトウィック空港（LGW）、ケニア・ジョモ・ケニヤッタ国際空港（NBO）行き
- 運航乗務員：機長及び副操縦士2名
- 搭乗者数：398人
  - 乗員：19人
  - 乗客：379人（ハイジャック犯含む）

## 事件の概要
スーダン現地時間の午前5時頃、ロンドン・ガトウィック空港からジョモ・ケニヤッタ国際空港へ向かっていたブリティッシュ・エアウェイズ2069便は、精神病を患っていた乗客のケニア人男性によって突如コックピットを乗っ取られた。
男は操縦桿をつかんで機体を失速させて急降下させようとした。コックピットにいた副操縦士が必死に抵抗し、休憩を取っていた機長も加わって、男を追い出そうとした。さらに、2階席に座っていたアメリカ人乗客2人も加わって、男をコックピットから追い出した。機体の急降下によって女性客室乗務員の1人が足首を骨折する重傷、乗客が4人軽傷を負った。
その後、同機は安定飛行に戻ってナイロビに無事着陸し、ハイジャック犯はケニア当局に逮捕された。彼は自分が追われることを恐れていて、乗客と乗務員が自分にとっての脅威であるとして殺そうとしていたという。
同機には、イングランドのロック・ミュージシャンであるブライアン・フェリーと彼の家族が乗客として搭乗していた。逮捕直後の男の様子は、フェリーの息子の一人のビデオカメラに収められた。一家は休暇でザンジバルに向かう途中だった。

## 事件後
運航乗務員3名は、2001年にポラリス賞を受賞した。また機長は、王立障害者リハビリテーション協会（RADAR）の年間最優秀賞を受賞した。
16人のアメリカ人乗客のグループがブリティッシュ・エアウェイズに対して数百万ドルの訴訟を起こしたが、その後和解した。イギリスの乗客にはそれぞれ2,000ポンドの補償金と無料で搭乗できるチケットが提供された。
2013年にイギリスの乗客の小さなグループがブリティッシュ・エアウェイズに対して訴訟を起こそうとしたが、断念した。
ブリティッシュ・エアウェイズは2017年現在もこの便名を使用し続けているが、路線はロンドン・ガトウィック空港発、サー・シウサガル・ラングーラム国際空港（モーリシャス）行きに変更された。